# Proklet bio
Proklet bio är Marta Savićs andra studioalbum, utgivet år 1990 på skivmärket Diskos.

## Låtlista
1. Proklet bio dragi moj (Fan ta dig, min kära!)
2. Ko će meni da zapeva (Vem behöver jag sjunga?)
3. Volela sam crne oči (Jag älskade de svarta ögonen)
4. Nikad neću verovati (Jag kommer aldrig att tro)
5. Tiho, tiho (Mjukt, mjukt)
6. Jednu si ženu ranio (Du är en kvinna skadades)
7. Devojačke suze (Flickaktiga tårar)
8. Zorane, zbogom (Zoran, adjö)